# Now I'm Here
«Now I'm Here» (en español: «Ahora estoy aquí») es la sexta canción y segundo sencillo del álbum Sheer Heart Attack de 1974 de la banda de rock británica Queen. Fue escrita por el guitarrista Brian May mientras se encontraba en el hospital, enfermo de hepatitis. El sencillo alcanzó el undécimo puesto en la UK Singles Chart. En marzo de 2005, la revista Q colocó a la canción en el puesto número 33 en su lista The 100 Greatest Guitar Tracks ("Las 100 mejores canciones con guitarra").
En la canción, el cantante Freddie Mercury, Brian May y el baterista Roger Taylor utilizan sus voces. Mercury toca el órgano; May, la guitarra y el piano; Taylor, la batería y Deacon, el bajo eléctrico.

## Historia y grabación
El guitarrista Brian May comenzó a componer la letra de "Now I'm Here" una noche en el hospital, donde estaba recuperándose tras ser operado de urgencia por causa de una hepatitis. La banda se encontraba realizando una gira junto a Mott the Hoople como teloneros de esta última por Estados Unidos, pero debido a la enfermedad del guitarrista, debieron regresar a Inglaterra. Durante su período de convalecencia, la banda comenzó a grabar algunas canciones de Sheer Heart Attack, como "Killer Queen". Sobre esto, el guitarrista ha comentado:

"Cuando volví, pude contemplar a Queen como si fuera un observador externo. Nunca había tomado conciencia de cómo sonaba, o todo lo que tenía para ofrecer. [Los otros integrantes] han hecho mucho sin mí, cosas muy buenas además. Cuando estuve recuperado, todo lo que tenía que hacer era simplemente focalizarme para tocar las partes que faltaban. Lo único que lamento de mi enfermedad es el haber aportado sólo tres canciones y media.

"Now I'm Here", como la mayor parte del álbum Sheer Heart Attack, se grabó en los estudios Rockfield, Wessex, Air y Trident, en una semana. Fue la última canción en grabarse para el álbum. La producción y la mezcla de sonido estuvieron a cargo de Roy Tomas Baker y Mike Stone.En determinadas secciones de la canción, fue necesario acelerar la parte para guitarra mediante distintas técnicas, trabajo realizado por May. Sobre esto, ha dicho en 1999:

"Acelerar las cintas es un viejo truco que usé en muchas canciones de Queen. Por ejemplo, en 'Now I'm Here' pueden escucharse notas (en la tonalidad de la) sobre los acordes principales, también en dicha tonalidad. Bueno, esas notas fueron producidas mediante hacer que las cintas corran más despacio mientras se graba la canción, y luego reproducirlo a la velocidad original".

## Análisis
La canción presenta una variada instrumentación, que incluye piano, guitarra eléctrica, órgano, bajo eléctrico y batería. Pertenece al género del hard rock, aunque posee una compleja estructura, no tan frecuente en otras canciones de dicho género. Tiene diferentes secciones, en las tonalidades de re mayor, mi mayor y si mixolidio y mantiene un compás de 4/4.
Posee una introducción en re mayor de aproximadamente un minuto de duración, donde sólo se escuchan acordes de guitarra y la voz de Mercury creciendo en altura a medida que avanza la canción, sobre todo en el verso "Look around, around, around, around, around" ("Mire alrededor, alrededor, alrededor, alrededor, alrededor"). Sin embargo, regresa hacia su registro grave en el verso siguiente, "But you won't see me" ("Pero no me verás"). Luego, se produce una síncopa y hace su entrada la batería. Al término de esta sección, se escucha un coro que modula a mi mayor cantado por Mercury, May y Taylor, similar a los de "Bicycle Race" o "Fat Bottomed Girls". El coro produce una disonancia que se resuelve cuatro compases más adelante, dentro de la misma sección. La sección siguiente se inicia con un ostinato de guitarra en un compás de seis tiempos en aquella misma tonalidad. La estrofas poseen un compás de cuatro cuartos y siguen un patrón de cambio de tonalidad similar al de "Doing All Right".  Es en las estrofas donde puede escucharse el acompañamiento de órgano, tocado por Mercury. Hacia el final de la canción May interpreta un solo similar a algunos de Chuck Berry, acompañado por el piano, tocado por el guitarrista.
La letra de la canción hace alusión a las giras que realizó Queen acompañando a Mott the Hoople, reflejando el punto de vista personal de May. Es un homenaje del astrofísico hacia la última banda, cosa notoria en versos tales como "Down in the city, just Hoople and me" ("Abajo en la ciudad, sólo Hoople y mí"). May tuvo claras influencias de Arnold Layne, Jimi Hendrix y Chuck Berry y el estilo general de la canción ha sido comparado con el de T-Rex. El verso sobre la coda "Go, go, go, little Queenie" ("Vaya, vaya, vaya, pequeña Queenie") es una referencia a la canción de Berry "Little Queenie".

## Lanzamiento como sencillo
Queen sacó a la venta "Now I'm Here" como sencillo en formato 7" el 17 de enero de 1975 en Portugal, Francia, España, Holanda, Bélgica, Alemania, Japón, Estados Unidos e Inglaterra. 
Como lado B figura en dicha edición "Lily of the Valley", una balada compuesta por Mercury que toca temas relacionados con la fantasía, como muchas otras del disco anterior, Queen II. May afirmó en una oportunidad que "Lily of the Valley" le agradaba mucho, pero que "es la última canción destinada a volverse un éxito". En 1991, figuró como lado B de la segunda reedición del sencillo "The Show Must Go On" en el segundo CD. Aparece también como lado B del sencillo "A Winter's Tale" y en la reedición de 2000 de "Bohemian Rhapsody". Sobre el lanzamiento del sencillo, Mercury comentó en 1976, en una entrevista con Record Mirror:

"Era una linda canción, de Brian [May]. La lanzamos luego de 'Killer Queen' y es su total opuesto. Fue para mostrarle a la gente que todavía hacemos rock, no nos hemos olvidado de nuestras raíces. Me gusta tocarla en los conciertos".

La carátula presenta, en la edición lanzada en la mayoría de los países una fotografía de la banda durante un concierto y el título "Now I'm Here / Lily of the Valley" escrito en fucsia. La versión holandesa posee una portada similar a la fotografía del sencillo "Killer Queen" y a la contratapa del álbum Queen II.

### Recepción de la crítica
En términos generales, la canción recibió buena crítica. Chris Jones, de la BBC, comentó que "[la banda se volvió] una banda con más experiencias y [madurez]. La [canción] de May 'Now I'm Here' detalla sus experiencias con Mott the Hoople". Sin embargo, Bud Scoppa, de la Rolling Stone opina que "si bien, la canción posee ingenio y es atrapante [...] tiene demasiadas influencias de Mott the Hoople". Dominique Leone, de Ground and Sky escribió que "en el álbum en general y en [esta canción] en particular, se combina perfectamente el estilo pesado de la banda con sus nuevas tendencias hacia arreglos vanguardistas". El sitio web especializado Sputnik Music describió a "Now I'm Here" como "una de las mejores canciones de Queen" y además comentó que "combina el arena rock con todos los elementos trabajado por la banda hasta aquel momento". El sitio web Prog Archives escribió: "Una de las canciones de rock clásico más impecables, que cualquiera pudo haber cantado a los gritos en su adolescencia. Los efectos de la grabación, aunque un poco repetitivos, era revolucionarios para la época, son excelentes y su ostinato la coloca en el panteón, junto a '(I Can't Get No) Satisfaction', 'My Woman From Tokyo', 'Black Dog', 'Smoke on the Water', 'Brown Sugar' y 'Rebel Rebel' ". Colin Irwin, de Melody Maker escribió: "Pausados pasajes de guitarra nos conducen a la impresionante voz de Freddie [Mercury], abriéndose paso crendo su típica atmósfera. [...] Éste es más terrenal que sus anteriores sencillos, [...] uno de los más exquisitos. [...] Merece ser un éxito".
La revista Q ubicó la canción en el puesto número 33 en su lista de The 100 Greatest Guitar Tracks ("Las 100 mejores canciones con guitarra"). La banda de hard rock y heavy metal Def Leppard interpretó la canción el Concierto en tributo a Freddie Mercury en 1992, y Foo Fighters realizó una versión de la misma.

## Video promocional
El video promocional del sencillo se filmó en el Rainbow Theatre en Londres el 20 de noviembre de 1974. Fue transmitido en el programa de televisión de la BBC Top of the Pops en enero de 1975 y la banda acudió allí para promocionarlo. Algunos fragmentos de videos de las presentaciones en vivo de Queen del mes de noviembre de 1974 se utilizaron, con el fin de hacer que el video parezca un concierto en vivo de verdad. Al comienzo, se visualiza a los miembros de la banda llegando a un teatro, haciendo muecas a la cámara y al término de la introducción, se los ve tocando la canción en un escenario rodeado de luces y efectos. Se grabaron dos versiones del video; la primera de ellas, dirigida por DoRo y la segunda, por Bruce Gowers. Esta filmación se incluye en la edición en VHS de los recopilatorios Queen Rocks, Greatest Hits, Greatest Video Hits y Box of Flix.

## Lanzamientos
Primera edición, en formato 7" (1975)
1. «Now I'm Here»
2. «Lily of the Valley»

Reedición de Japón (1976)
1. «Now I'm Here»
2. «Keep Yourself Alive»

## Posiciones en las listas
| Listas (1975)    | Posición más alta |
| ---------------- | ----------------- |
| UK Singles Chart | 11                |
| Lista irlandesa  | 14                |
| Lista holandesa  | 32                |